# Fatehabad (Haryana)
Fatehabad est une ville indienne située dans le district de Fatehabad dans l’État de l'Haryana. En 2001, sa population était de 59 863 habitants.

## Source de la traduction
- (en) Cet article est partiellement ou en totalité issu de l’article de Wikipédia en anglais intitulé « Fatehabad, Haryana » (voir la liste des auteurs).